# Gedanken zum Schabbat
Die Radiosendung Gedanken zum Schabbat innerhalb des Programmschwerpunkts Kirche im WDR richtet sich als Verkündigungsprogramm insbesondere an Juden. Sie wird auf WDR 5 an jedem ersten und dritten Freitag im Monat um 16.50 Uhr im Anschluss an Quarks – Wissenschaft und mehr kurz vor dem Beginn des Schabbats ausgestrahlt.
Der etwa 10-minütige Beitrag mit einer Kurzandacht zur Tora, die eine Rabbinerin oder ein Rabbiner hält, wird mit liturgischer jüdischer Musik begonnen und beendet.
Im Rundfunk Berlin-Brandenburg ist freitags 15.50–16.00 Uhr eine vergleichbare Sendung, teilweise mit dem Namen Schalom zu hören. Diese kann auch freitags von 15.05 bis 15.20 Uhr auf Radio Bayern 2 sowie zu ähnlicher Zeit auf WDR 5 empfangen werden.